# Karmelitenkloster Zagórz

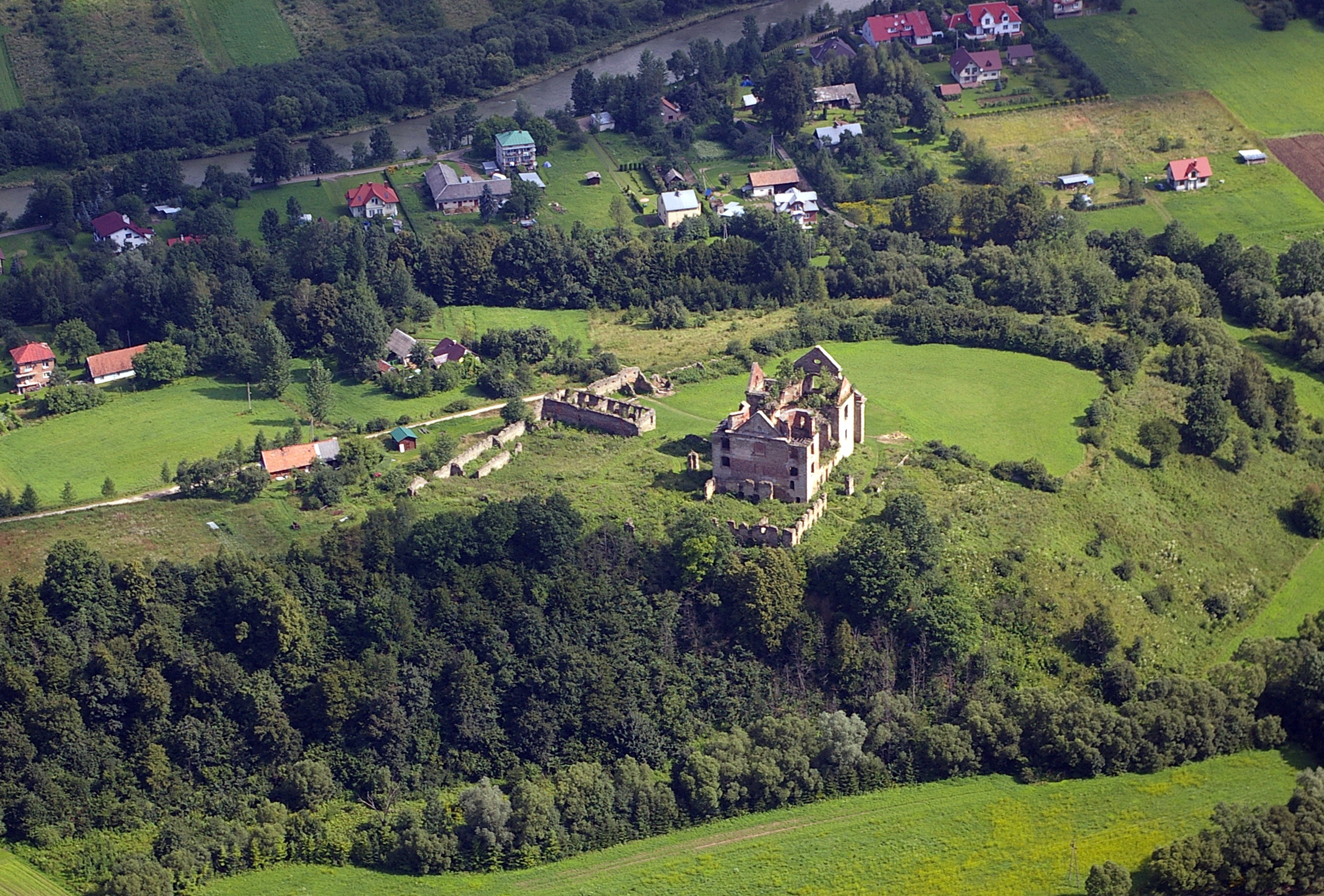
Luftbild

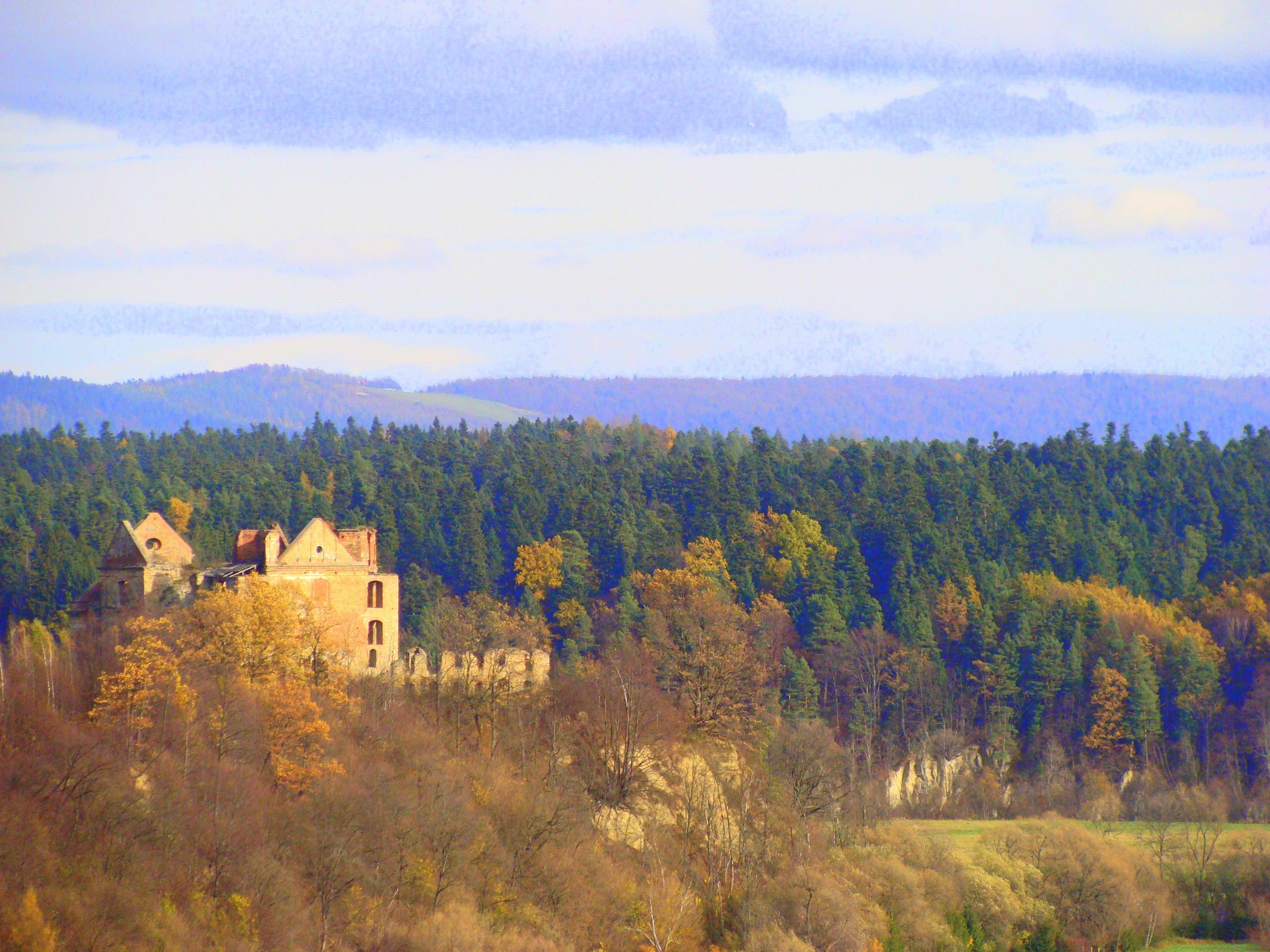
Mariemont

Das Karmelitenkloster Zagórz war ein Kloster des Karmelitenordens in Zagórz in der  polnischen Woiwodschaft Karpatenvorland auf dem Hügel Mariemont im Buków-Gebirge am Fluss Osława. Es bestand von 1714 bis 1831. Die Gebäude sind als Ruinen erhalten.

## Geschichte
Auf dem Hügel hat sich wahrscheinlich eine mittelalterliche Burg befunden, die bereits vor 1651 verfallen war. Das Kloster wurde 1700 gegründet und bis 1730 im Spätbarockstil erbaut. Die Karmeliten zogen 1714 ins Klostergebäude ein. Das Kloster wurde als Wehrkloster an der Südgrenze Polen-Litauens errichtet. Während der Konföderation von Bar wurde das Kloster 1772 von russischen Truppen belagert und teilweise zerstört. Der Wiederaufbau nach der Ersten Polnischen Teilung zog sich bis 1822, als das Kloster einem Brand zum Opfer fiel. Die Karmeliten wurden 1831 nach Przeworsk und Lemberg verlegt, das Kloster verfiel in den nächsten Jahrzehnten zur Ruine. Ein Wiederaufbau wird immer wieder erwogen.

## Lage
Von der Klosterruine bietet sich ein Panorama des Buków-Gebirges, der Saana Berge und der Niederen Beskiden.